# Polycheles surdus
Polycheles surdus är en kräftdjursart som beskrevs av Bella S. Galil 2000. Polycheles surdus ingår i släktet Polycheles och familjen Polychelidae. Inga underarter finns listade i Catalogue of Life.